# Dattāpur
Dattāpur är en ort i Indien.   Den ligger i distriktet Amravati och delstaten Maharashtra, i den centrala delen av landet, 900 km söder om huvudstaden New Delhi. Dattāpur ligger 295 meter över havet och antalet invånare är 21 763.
Terrängen runt Dattāpur är platt. Runt Dattāpur är det ganska tätbefolkat, med 214 invånare per kvadratkilometer. Närmaste större samhälle är Pulgaon, 19,8 km öster om Dattāpur. Trakten runt Dattāpur består till största delen av jordbruksmark.